# Reggie Fils-Aimé

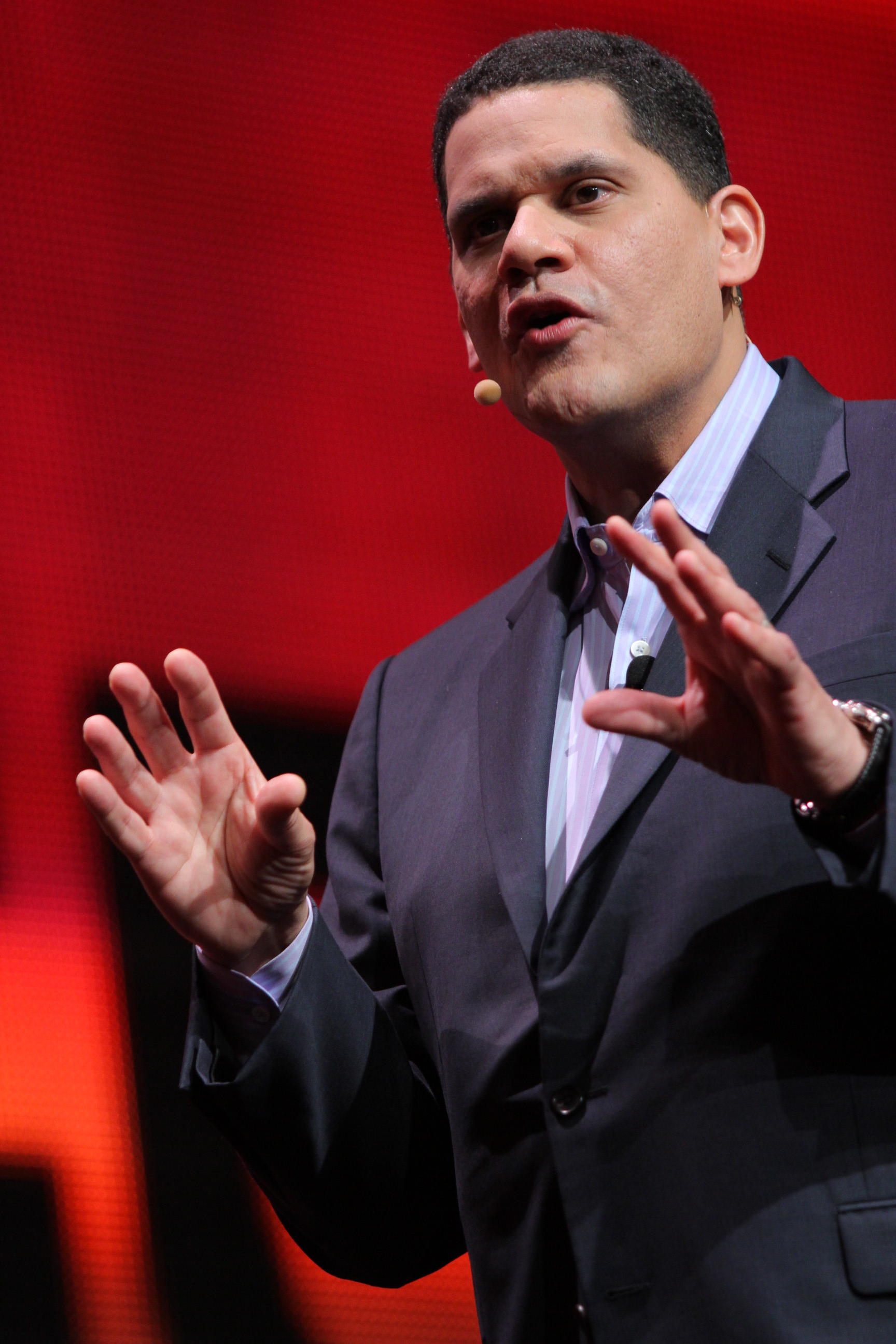
Fils-Aimé auf der Game Developers Conference 2011

Reginald „Reggie“ Fils-Aimé (* 25. März 1961 in New York) ist ein US-amerikanischer Manager und war von Mitte 2006 bis Anfang 2019 Chief Operating Officer von Nintendo of America.

## Karriere
Fils-Aimé hat an der Cornell-Universität studiert und bekleidete führende Management-Positionen im Marketing großer US-amerikanischer und internationaler Unternehmen. Unter anderem arbeitete er als „United States Marketing Chief“ für Guinness, als „Senior Vice President“ für die Panda Management Company und als „Senior Director for National Marketing“ für Pizza Hut. Dort zeichnete er für die Markteinführung der Produkte „Bigfoot Pizza“ und „The Big New Yorker“ verantwortlich. Vor seinem Wechsel zu Nintendo war er für den TV-Sender VH1 als „Senior Vice President of Marketing“ tätig. Unter seiner Ägide verzeichnete der Sender eine Wertungssteigerung von 30 Prozent, da er sein Programm stärker am jugendlichen Publikum orientierte.
Seit Dezember 2003 war Fils-Aimé bei Nintendo angestellt. Er war zunächst für die gesamten Verkaufs- und Marketingaktivitäten Nintendos in den Vereinigten Staaten, Kanada und Lateinamerika zuständig. Seit Mitte 2006 war er Präsident der eigenständigen Konzerntochter Nintendo of America, bevor er am 15. April 2019 von diesem Posten zurücktrat.

## Besonderheiten
Größere Bekanntheit in der Games-Branche erlangte Fils-Aimé im Mai 2004 durch einen Ausspruch auf einer Pressekonferenz von Nintendo anlässlich der Electronic Entertainment Expo: „My name is Reggie. I'm about kicking ass, I'm about taking names, and we're about making games“ (frei übersetzt: „Mein Name ist Reggie. Ich werde es euch zeigen und wir sind dabei Spiele zu machen“). Der Konzern IGN sprach wenige Tage nach der Pressekonferenz von der „Reggielution“, da Fils-Aimé in den Augen von Branchenkennern mit diesem Satz das über die letzten Jahre aufgebaute Image Nintendos in eine neue Richtung gelenkt habe. Im Internet entstand eine Art Kult um seine Person; bald tauchten dort von Fans erstellte Bilder, Memes und GIFs auf.

## Persönliches Leben
Fils-Aime ist mit Stacey Sanner verheiratet, die er bei seiner Arbeit bei VH1 traf. Er hat drei Kinder aus einer früheren Ehe. Seit 2006 lebt er im östlichen Teil Seattles.

## Preise
- Clio
- Gold EFFIE
- Silver Edison
- Auftreten in der Liste der „Marketing 100“ der Advertising Age.